# Багнаргес
Багнарге́с — гірська вершина в системі гірського Кавказу (Великий Кавказ) на території Гагрського району Абхазії, Грузія. Розташована за 1 км на північ від села Зегані, на правому березі річки Жеопсе. Неподалік розташована Багнарська гідроелектростанція (БагнарГЕС), на честь якої і була названа гора.